# Morgan Sparks
Morgan Sparks (Pagosa Springs, 6 luglio 1916 – Fullerton, 3 maggio 2008) è stato un chimico e fisico statunitense.

## Biografia
Si è laureato in chimica alla Rice University per poi conseguire un PhD in chimica fisica all'università dell'Illinois nel 1943.
Nel 1948 è entrato a far parte del gruppo di ricerca sui semiconduttori dei Bell Laboratories. Qui lavorando assieme a John Bardeen, Walter Brattain e William Shockley ha contribuito alla realizzazione nel 1951 del transistor a giunzione bipolare. Questo sviluppo ha reso il transistor un dispositivo utilizzabile in applicazioni pratiche e ha dato il via allo sviluppo della moderna elettronica. I primi transistor prodotti nei Bell Labs erano dispositivi ingombranti e instabili, il lavoro di Sparks portò allo sviluppo di transistor affidabili, dai consumi e occupazioni ridotti e con una buona capacità di amplificazione.
Dal 1972 al 1981 è stato il direttore dei Sandia National Laboratories.